# Alf Poss
Alf Poss (* 2. August 1936 in Ulm; † 7. Januar 2003 in München) war ein deutscher Dramatiker und Schriftsteller.

## Leben
Poss studierte zunächst 1957/1958 Philosophie an der New York University, dann von 1959 bis 1963 Publizistik an der Hochschule für Gestaltung Ulm.
1964 nahm er am Literarischen Colloquium unter Leitung von Walter Höllerer in Berlin teil;; 1970 folgte das Suhrkamp Dramatikerstipendium. Nach einem Aufenthalt als Studiengast der Deutschen Akademie in der Villa Massimo in Rom in den Jahren 1972 und 1973 war Poss 1975 als Honorary Fellow in Writing an der University of Iowa in den USA zu Gast.
Poss schrieb Theaterstücke, Prosa, Hörspiele und Lyrik. Sein erstes Theaterstück, Zwei Hühner werden geschlachtet, erschien noch vor der geplanten Uraufführung (Spätherbst 1969, Bühnen der Stadt Essen, Inszenierung Claus Leininger) im Suhrkamp Verlag; aufgrund der im Stück vorgesehenen Schlachtung zweier Hühner auf der Bühne kam es zu einem Theaterskandal, infolgedessen neben Essen auch das Staatstheater Braunschweig und das Junge Theater in Göttingen vor der Aufführung des Stückes zurückschreckten, so dass die Uraufführung erst 1971 auf der Experimenta 4 in Frankfurt am Main durch die Erlanger Studentenbühne erfolgte. Ebenso erlangte eine Inszenierung durch die Werkstattbühne in Würzburg im Jahr 2002 nach Protesten von Tierschützern Aufmerksamkeit.
Auch die Uraufführung seines zweiten Theaterstück, des Anti-Auto-Spiels Wie ein Auto funktionierte, erwies sich als problematisch; so verweigerten Schauspieler von Bühnen in Kassel und Ulm die Mitwirkung an der Inszenierung des Stückes.
Poss übersetzte weiterhin 1991 George Bernard Shaws Stück Die Millionärin ins Deutsche und widmete sich in seiner Wahlheimat Marokko dem Schreiben von Gedichten.

## Werke (Auswahl)
- Zwei Hühner werden geschlachtet (Theaterstück, 1969)
- Eine Sprecherin und zwei Sprecher (Hörspiel, 1969)
- Hinausgeschwommen (Action-Prosa, 1970)
- Wie ein Auto funktionierte (Theaterstück, 1972; erschienen in Spectaculum 15)
- Kein Besuch von Samuel (Dialogstück, 1979)
- Besuch aus London (Hörspiel; von Deutschen Akademie der Darstellenden Künste in Bensheim ausgezeichnet als Hörspiel des Monats Mai 1979)
- Blick über den See (Hörspiel, 1981)
- All das Licht und Dunkel (Hörspiel, 1983)